# Zob Ahan FC
El Zob Ahan (en persa: باشگاه فوتبال ذوب ‌آهن‎) es un club de fútbol de Irán de la ciudad de Isfahán en la Provincia de Isfahán. Fue fundado en 1969 y se desempeña en la Liga Profesional de Irán.

## Jugadores

### Números retirados
| N.º | Nombre           | Posición       | Debut con Zob Ahan | Último Partido     | ref   |
| --- | ---------------- | -------------- | ------------------ | ------------------ | ----- |
| 30  | Mehdi Rajabzadeh | Centrocampista | Junio de 2003      | 15 de mayo de 2018 | [ 2 ] |

## Palmarés

### Torneos nacionales
- Liga Profesional de Irán:

Subcampeón (4): 2005, 2009, 2010, 2018
- Copa Hazfi 4):

2003, 2009, 2015, 2016

### Continental
- Liga de Campeones de la AFC:

Subcampeón (1): 2010

## Anécdotas
El 7 de enero de 2009 Frédéric Kanouté, en la celebración de un gol con Sevilla FC, mostró una camiseta negra que llevaba debajo la consigna "PALESTINA", en apoyo al pueblo palestino durante el conflicto de la Franja de Gaza de 2008-2009. Por este acto el árbitro lo amonestó, cumpliendo con el reglamento. Ante el hecho, la Federación Española de Fútbol le impuso una multa de 3.000 euros. En solidaridad con el delantero, el club iraní Zob Ahan se ofreció a pagar la multa a Kanouté.